# Capilla de San José del Hofburg de Viena
La capilla de San José (Josephskapelle o Kammer-capelle, en alemán) en el Hofburg de Viena, es una capilla de este palacio que destaca por su valor histórico y artístico.

## Historia
La capilla, que se encuentra situada en el ala leopoldina del Hofburg fue mandada construir por el emperador Leopoldo I en la década de 1660. La emperatriz María Teresa ordenó su renovación, trabajo que finalizó en 1772.
La capilla se hallaba presidida por un inmenso lienzo (368 x 206 cm) representando la muerte de San José pintado para esta capilla por Carlo Maratta en 1676, hoy en el Kunistorisches de Viena. Este cuadro fue sustituido en 1879 con ocasión de las bodas de plata del matrimonio formado por los emperadores Francisco José e Isabel por un retablo de tres calles con pinturas de Hans Canon, en un estilo neobarroco del gusto de Rubens.

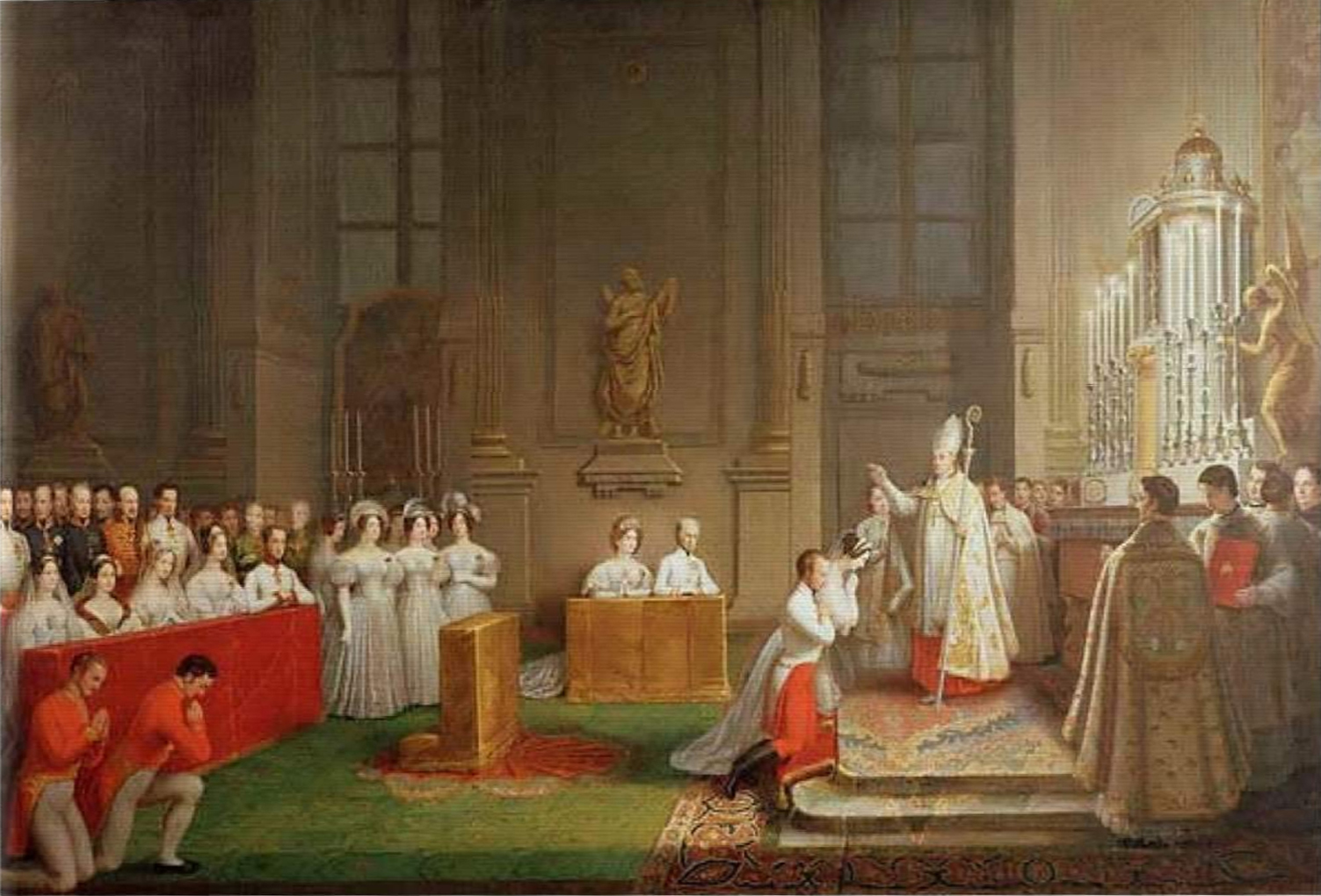
Bendición nupcial de Fernando V de Hungría (futuro emperador Fernando I de Austria) y María Ana de Cerdeña en la capilla el 27 de febrero de 1831. (Óleo de Leopold Bucher)

En la capilla, que funcionaba como capilla de cámara u oratorio de la familia imperial, se realizaban distintos actos litúrgicos en un ámbito relativamente íntimo. La capilla fue el marco de matrimonios, como el de la archiduquesa María Teresa con el duque Felipe de Württemberg, en 1865; bendiciones nupciales como la del matrimonio del entonces rey de Hungría Fernando V con la princesa María Ana de Cerdeña, en 1831. En 1902 se celebró en la capilla la boda de la archiduquesa Isabel María, hija del fallecido príncipe heredero Rodolfo, con Otón de Windisch-Graetz.
También sirvió para ocasiones más luctuosas como por ejemplo como capilla ardiente del finado emperador Maximiliano de México, en 1868. Así mismo en ocasiones se realizaron en la capilla actos relacionados con la orden de la Cruz Estrellada.
Actualmente forma parte del ala del palacio reservada a la cancillería federal de Austria. Ha sido restaurado en el primer lustro de la década de 2010, siendo finalizada su restauración en 2016.

## Descripción
Se trata de un espacio de planta rectangular y techo elevado. La cabecera se sitúa en el lado noroeste de la sala. Cuenta con cinco grandes ventanales en su lado sudoeste, dando a la Heldenplatz.

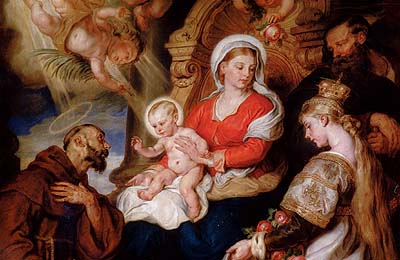
Detalle de la tabla central del tríptico de Hans Canon que preside la capilla.

El retablo que preside la capilla es obra de Hans Canon y representa una escena alegórica representando la Sagrada Familia y los santos titulares de la pareja imperial, San Francisco de Asís y santa Isabel de Hungría en la calle central y en las calles laterales, los tres hijos de Francisco José e Isabel, el príncipe imperial Rodolfo, las archiduquesas María Valeria y Gisela, junto con el marido de esta, el príncipe Leopoldo de Baviera. Los dos primeros se sitúan en la calle izquierda del retablo y los dos últimos en la calle derecha. Las archiduquesas se muestran de rodillas. El príncipe imperial Rodolfo está de pie con el hábito de la Orden del Toisón de Oro y el príncipe Leopoldo de Baviera se muestra de pie vestido con el traje ceremonial de la Orden de San Huberto .
El altar de la capilla es de factura napolitana en lapislázuli. Los altares laterales son obra del escultor barón Paul Strudel. La capilla cuenta con otras obras pictóricas de importancia en su pared noreste.
Las ricas pinturas murales representando esculturas de los doce apóstoles en bronce y mármoles son obra de Franz Anton Maulbertsch. En el techo de la capilla se representa el cielo con ángeles. 
Los ornamentos litúrgicos del altar mayor, cruz y candeleros son obra de la primera mitad del siglo XVIII por Franz Schikh.